# Фузиньяно
Фузиньяно (итал. Fusignano) — коммуна в Италии, располагается в регионе Эмилия-Романья, подчиняется административному центру Равенна.
Население составляет 7919 человек (на 2004 г.), плотность населения составляет 322 чел./км². Занимает площадь 24 км². Почтовый индекс — 48010. Телефонный код — 0545.
В коммуне особо празднуется Рождество Пресвятой Богородицы. Праздник ежегодно празднуется 8 сентября.
Родина композитора и скрипача Арканджело Корелли (1653 - 1713), а также известного футбольного тренера Арриго Сакки.